# Scyliorhinus boa
Scyliorhinus boa е вид акула от семейство Scyliorhinidae. Видът не е застрашен от изчезване.

## Разпространение и местообитание
Разпространен е в Американски Вирджински острови, Ангуила, Антигуа и Барбуда, Аруба, Барбадос, Бонер, Британски Вирджински острови, Венецуела, Гваделупа, Гренада, Доминика, Доминиканска република, Колумбия, Коста Рика, Кюрасао, Мартиника, Монсерат, Никарагуа, Панама, Саба, Свети Мартин, Сейнт Винсент и Гренадини, Сейнт Китс и Невис, Сейнт Лусия, Сен Бартелми, Сен Естатиус, Сен Пиер и Микелон, Синт Мартен, Тринидад и Тобаго, Хаити, Хондурас и Ямайка.
Обитава морета, заливи и реки. Среща се на дълбочина от 103 до 589 m, при температура на водата от 8,2 до 18,7 °C и соленост 34,9 – 36,3 ‰.

## Описание
На дължина достигат до 54 cm.